# Queens Park Rangers (Grenada)
Der Queens Park Rangers Football Club ist ein grenadischer Fußballklub aus der Stadt St. George’s. Mit sieben Titeln ist er Rekordmeister der höchsten Fußballliga des Landes.

## Geschichte
Die Mannschaft wurde in der bekannten Geschichte der 1. Liga bislang sieben Mal Meister. Zudem gewann man im Jahr 1998 noch den GFA Cup. Die letzte Meisterschaft gelang dabei in der Saison 2002, trotzdem hält sich der Klub bis heute weiter in der obersten Spielklasse.